# Exposition-Bajatière
Exposition-Bajatière est le nom d'un quartier au centre-est de la ville de Grenoble. Ses habitants sont les Bajatièrois et Bajatièroises.
En 1925 se tient l'Exposition internationale de la houille blanche et du tourisme qui donne son nom au quartier. Il accueille plus tard plusieurs épreuves des Jeux olympiques d'hiver de 1968, dont celles qui se déroulent au palais des sports, à l'anneau de vitesse et à la halle Clémenceau.
Au sud du terrain ayant servi à l'Exposition, les immeubles des années 1930 correspondent aux habitations à bon marché (HBM) de Léon Martin. À l'occasion des Jeux olympiques d'hiver de 1968, l'extension de la ville amène des barres d'immeubles résidentielles. Les Jeux olympiques d'hiver de 1968 transforment le quartier pavillonnaire en une zone plus dense qui inclut le parc Paul-Mistral et l'hôtel de ville. Dans les années 2020, le quartier est largement résidentiel avec un mélange de maisons et d'appartements.

## Géographie

### Localisation
La ville de Grenoble est découpée en 70 îlots regroupés pour l'information statistique (IRIS) qui forment 6 secteurs. Dans le quatrième secteur se trouvent notamment les IRIS Diables bleus (381850404), Clemenceau (381850405), Bajatière ouest (381850409) et Bajatière est (381850410). La limite de l'ensemble de ces quatre IRIS est superposable à celle du quartier Exposition-Bajatière donnée par l'Union des habitants du quartier Exposition-Bajatière en 2015. Ainsi ce quartier se trouve au sud-est du centre de Grenoble auquel il est accolé.

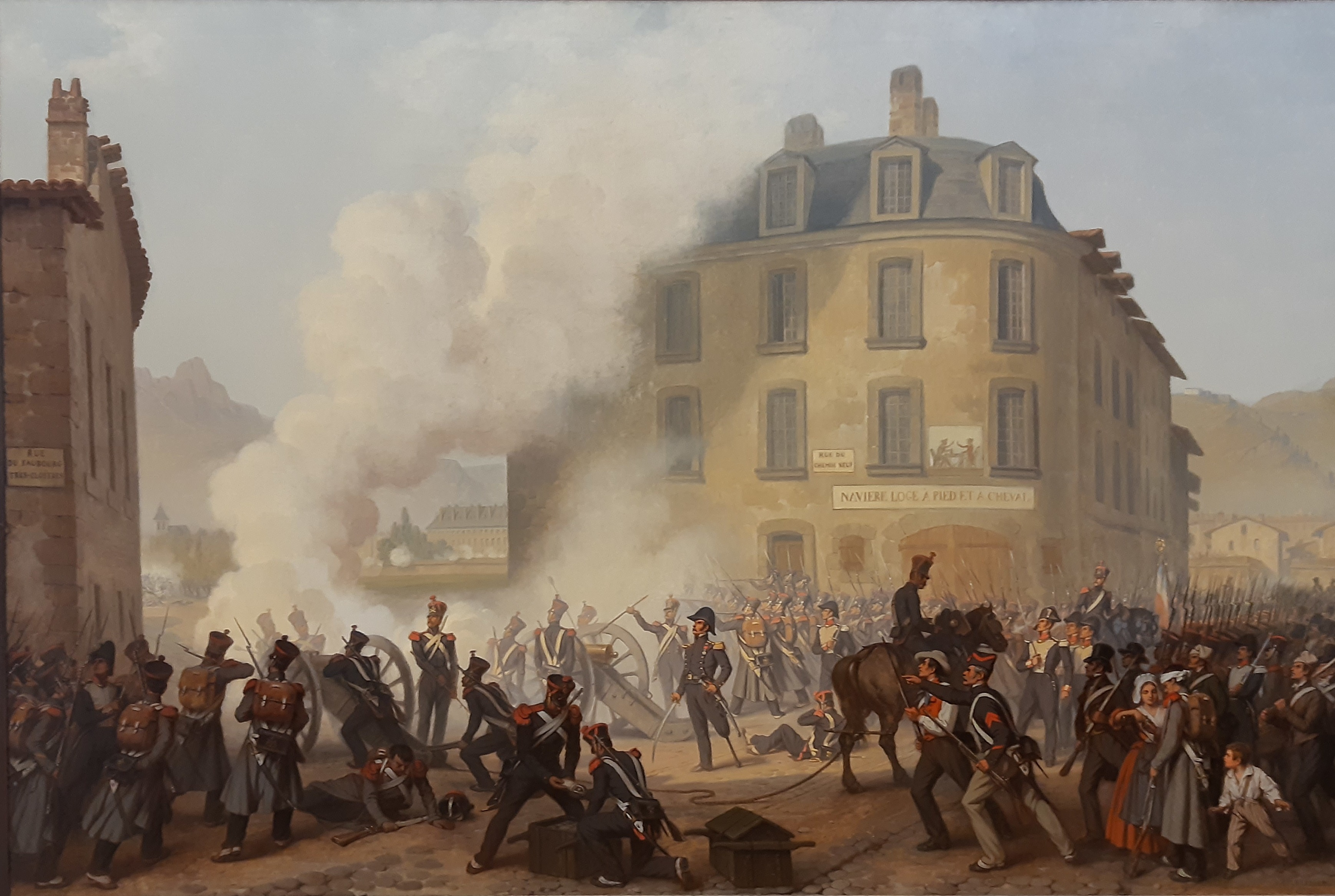
Le Siège de Grenoble par les Alliés en 1815. non. Alexandre Debelle. 1860-1861.

Au nord, le quartier bute jusqu'en 1924 contre les remparts du général Haxo, construits de 1832 à 1836 à la suite du siège de la ville par les troupes austro-sardes en 1815. Un seul accès pour le quartier Bajatière, la porte des Alpes, permet d'entrer dans la ville fortifiée, mais une vaste bande de terrain large de 250 mètres appelée zone de servitude autour des remparts est interdite d'urbanisation. Le rempart Haxo est rasé en 1924 et remplacé par le boulevard Jean-Pain d'orientation sud-ouest–nord-est qui prolonge la partie nord des grands boulevards,.
À l'ouest, la limite avec le quartier Capuche suit historiquement le ruisseau de Bresson, qui longe le chemin de Bresson devenu rue Marcel-Peretto. Cette rue est absorbée par l'avenue Marcelin-Berthelot, construite à l'approche des Jeux olympiques de 1968,, au niveau de l'Institut universitaire de formation des maîtres de Grenoble. La limite elle-même, schématiquement nord-sud, suit donc l'avenue Marcelin-Berthelot, les rues Marcel-Peretto, Paul-Janet et Jean-Bistési,.
Côté sud, les limites sont plus incertaines. Elles se perdent dans une vaste zone maraîchère souvent inondée rejoignant la ville d'Eybens. À la fin du XIXe siècle, par souci de simplicité, la limite est placée le long de la voie ferrée Grenoble–Chambéry, devenue l'avenue des Jeux-Olympiques en 1978,. Depuis l'urbanisation du début des années 1960 le quartier y jouxte son nouveau voisin, le quartier Malherbe. Les limites, schématiquement est-ouest, admises en 2015 sont l'avenue des Jeux-Olympiques puis la piste cyclable de l'avenue Jean-Perrot à l’avenue Marcellin-Berthelot.
La limite orientale communément admise en 1893 est le chemin de l'Industrie, devenu l'avenue Jeanne-d'Arc. Cette limite est retenue bien que certaines infrastructures portent le nom de Bajatière au-delà de cette rue. Puis en 1998, la limite, approximativement nord-sud, communément admise est celle de la rue Léon-Jouhaux, qui suit le ruisseau du Verderet aujourd'hui tari, la rue de la Bajatière, le chemin Guilbaud, la rue de la Station-Ponsard et le chemin du Chapitre,.
Ainsi délimité, selon l'Union des habitants des quartiers de Grenoble, ce quartier schématiquement trapézoidal est lui-même entouré au nord par Centre-Ville et Mutualité-Préfecture, à l'ouest par Capuche–Stalingrad–Grands-Boulevards et Championnet–Bonne–Condorcet–Hoche, au sud par Malherbe et Teisseire et à l'est par Abbaye-Jouhaux.

### Géologie et relief
La ville est principalement bâtie dans une plaine au confluent de l'Isère avec le Drac, au centre de l'Y grenoblois. Cette configuration permet de parler d’une « cuvette grenobloise », vallée singulièrement plate d'origine glaciaire. Grenoble est souvent présentée comme une des villes les plus plates de France.

### Hydrographie
À l'est, le quartier Eposition-Bajatière est historiquement limité par le ruisseau du Verderet, confluence de cinq sources du plateau d'Herbeys. Celui-ci coupe la rue Léon-Jouhaux à 60 mètres de l'avenue Jean-Perrot puis se dirige vers le parc Paul-Mistral pour se jeter dans l'Isère près du pont de la Citadelle.
Un « syndicat du ruisseau du Verderet extra-muros » est créé et reconnu le 12 mai 1842 par une ordonnance du roi Louis-Philippe Ier dans le but de lutter contre les inondations. À l'intérieur des fortifications Haxo, il est recouvert peu après en raison de problèmes d'insalubrité. À la fin des années 1960, tous les ruisseaux du quartier sont canalisés, couverts, ou taris.

## Urbanisme

### Occupation des sols et logements
Le quartier est un faubourg composé de maisons individuelles ouvrières et bourgeoises, d'immeubles de rapport et de locaux d'activités. Les immeubles datent pour la plupart des années 1930 et des années 1960.

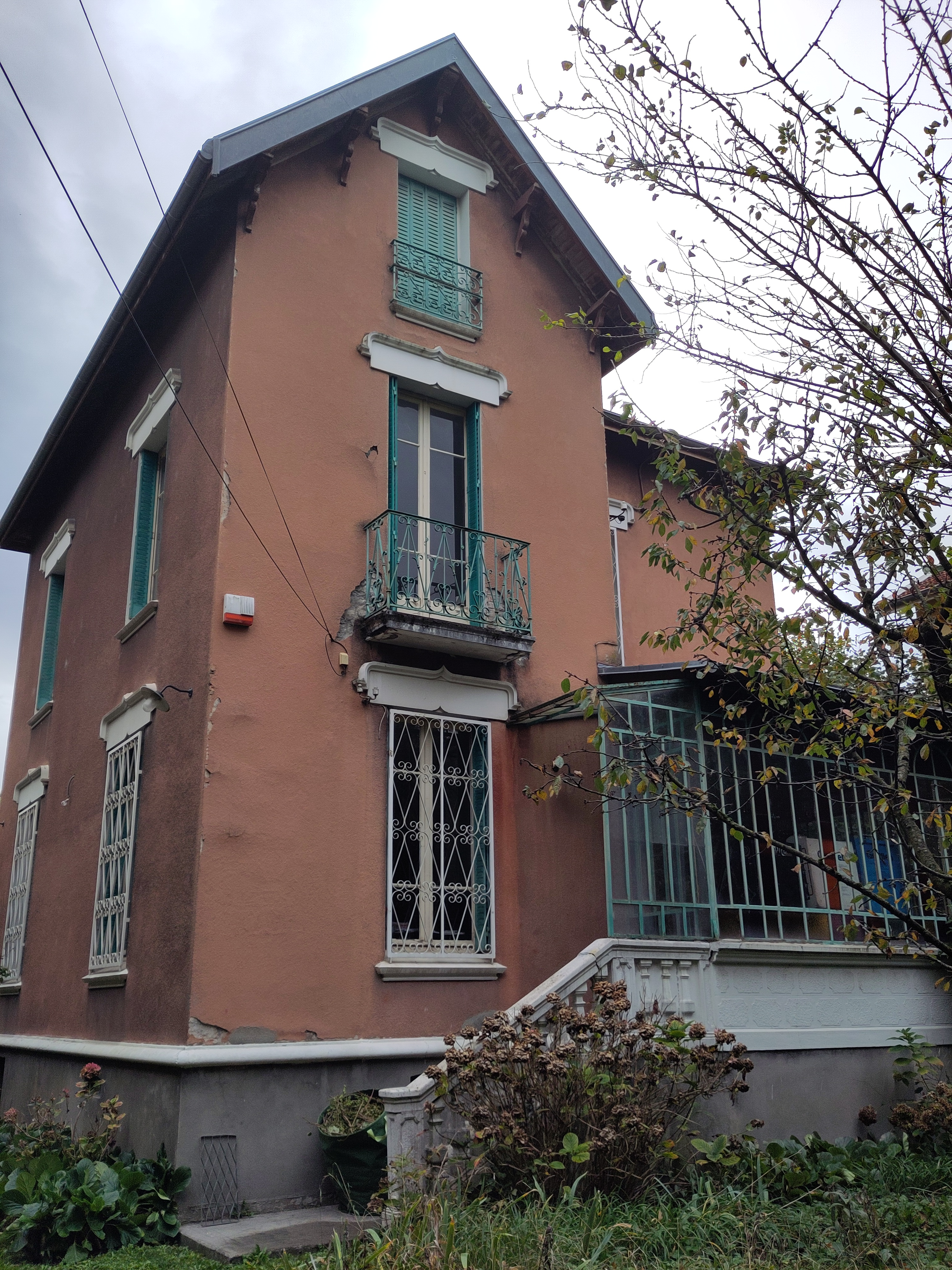
Maison Fanjas du quartier Bajatière.

De 1912 à 1920, un architecte du quartier du nom de Fanjas fait construire de nombreuses maisons personnalisées à partir d'un même modèle de base en forme de L, avec une aile en avancée, une terrasse sur le côté et un rez-de-chaussée surélevé au-dessus d'une cave semi-enterrée.
Le quartier Exposition-Bajatière reste essentiellement pavillonnaire sauf dans sa partie nord, où l'urbanisation plus tardive a favorisé la construction d'immeubles le long du boulevard Clemenceau dans les années 1930. L'essentiel du quartier est classé en zone UBa. Une zone économique est classée UE1.
Le prix des logements est beaucoup plus bas qu'au nord du boulevard Clemenceau, vers le centre-ville, et en légère baisse en 2017, puis en augmentation à partir de 2019. Les appartements y sont très recherchés en raison des prix bas pour des logements anciens en bon état, de la présence de commerces de proximité et de la tranquillité des rues,. En 2015, on compte dans le secteur 4 de la ville, dont Exposition-Bajatière fait partie, 48% de propriétaires, 42% de locataires du parc privé et 7% de locataires du parc HLM. Dans le secteur 4, les T3 dominent le parc social. En 2025, une partie du quartier est concernée par l'encadrement des loyers.

### Voies de communication et transports
Les principaux axes routiers du quartier sont le boulevard Clemenceau, une grande partie de l'avenue Albert-1er-de-Belgique (depuis son intersection avec la rue Paul-Janet), l'avenue Marcelin-Berthelot et l'avenue Jean-Perrot[Pas dans la source].

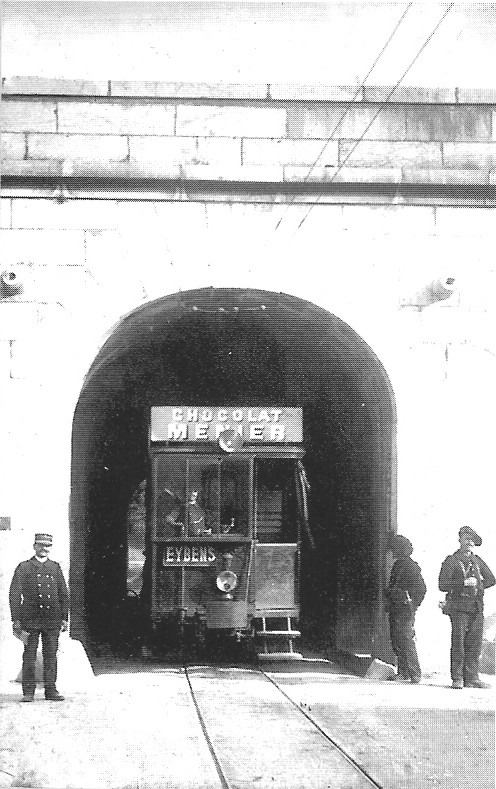
L'ancien tramway passant par la porte des Alpes, direction Eybens, avant son élargissement.

Une ligne de tramway électrique est installée entre Grenoble et Eybens à partir de 1897 ; elle est l'une des premières à ne pas être tractée par des chevaux comme celles du centre-ville. Elle passe par le quartier de la Bajatière, s'y arrêtant à quatre stations : place des Alpes (désormais Paul-Vallier), rue Mallifaud, chemin Bourgelat et rue Ponsard. En 1927, les autobus font leur apparition et le 31 août 1952, la dernière rame du réseau de tramway ferme définitivement. Les voitures désaffectées sont vendues en Argentine.
Dans les années 2020, la ligne A du tramway ainsi que les lignes de bus C4 et 13 desservent le quartier Exposition-Bajatière. La ligne C du tramway longe le quartier.

## Toponymie
Le nom du quartier est tiré du patronyme de Claude-Auguste Bajat.
Après l'Exposition internationale de la houille blanche et du tourisme de 1925, le terme de « quartier Exposition-Bajatière » est utilisé par l'administration communale pour la première fois, marquant le renommage du quartier.
Le 5 mars 1941, Marius Rey propose de renommer le chemin Perrin et le chemin Vieux respectivement en rue de la Bajatière et chemin Vieux-dit-Perrin. Rey argue que le renommage du premier permet de mettre à l'honneur un personnage dauphinois, tandis que les habitants du chemin Vieux demandent son renommage depuis des années en raison de sa connotation négative.
Les habitants du quartier Exposition-Bajatière sont les seuls à posséder un gentilé à Grenoble. Il s'agit des Bajatièrois et des Bajatièroises,.

## Histoire

### Premières mentions

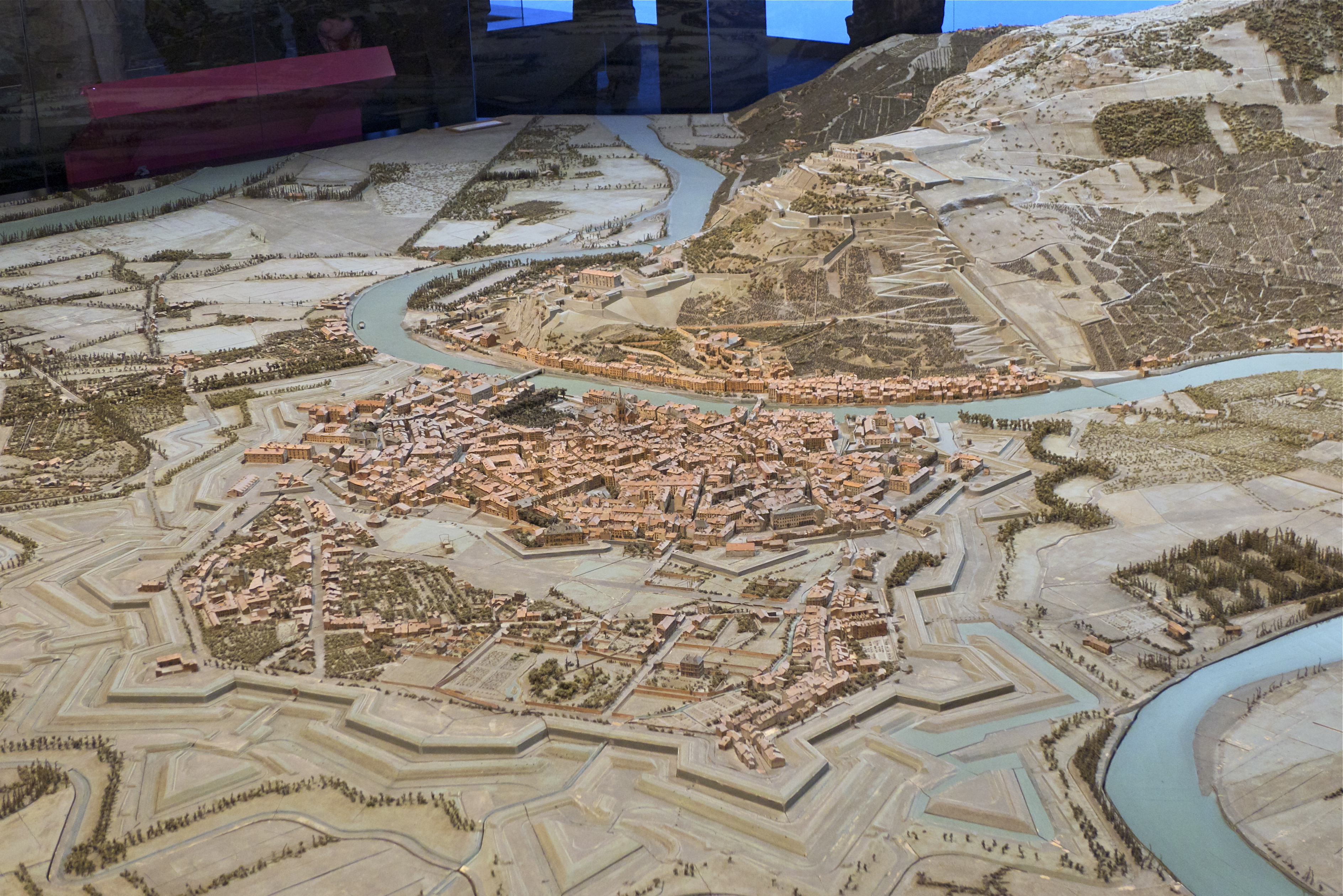
Plan-relief de Grenoble avec les fortifications réalisées par Haxo. 1839-1848.

L'utilisation connue de l'appellation Bajatière remonte au 6 novembre 1865, date à laquelle un agriculteur, Louis Gerin, écrit au maire de Grenoble, Jean-Thomas Vendre, afin d'obtenir l'autorisation de construire un lavoir dans ce quartier,. À l'époque, le quartier est majoritairement rural avec quelques maisons.
Le nom est tiré du patronyme d'un vendeur de tableaux et d'objets d'art grenoblois, Claude-Auguste Bajat, né et mort à Grenoble. En 1835, il épouse Marguerite-Madeleine Perrin ; il est possible, mais aucune preuve ne l'atteste clairement, qu'elle fasse partie de la famille Leroy-Perrin, alors propriétaire de la majorité des terrains du quartier actuel Exposition-Bajatière. Vivant place aux Herbes, il préfère la campagne et se rend souvent dans sa seconde maison, à l'angle des rues de la Bajatière et Maurice-Barrès actuelles, le long de la rue Perrin. Les amis de Bajat lui rendent souvent visite dans sa propriété à laquelle ils donnent vite le surnom de « terres à Bajat ». La propriété est vendue en 1876 et il est enterré au cimetière Saint-Roch.
En 1903, un groupe d'habitants de la Bajatière écrit une lettre ouverte dans la presse. En réponse à la mort d'une jeune fille écrasée par un camion, il signale que la porte des Alpes (aujourd'hui place Paul-Vallier) est trop étroite pour la circulation. Elle ne mesure que 7 mètres de large en raison des remparts de Haxo. L'année suivante, une pétition d'habitants de la Bajatière, de la Capuche et des communes d'Eybens, Bresson et Tavernolles demandent à nouveau son élargissement. En 1911, la voie est élargie.
En 1914, encouragée par le gouvernement à se replier vers la province en raison de la guerre, la Société d'outillage mécanique et d'usinage d'artillerie (SOMUA) s'installe dans 11 000 m2 rue Monge. Elle y garde ses locaux jusqu'en 1919, date à laquelle le bâtiment est repris par les Établissements DSN, spécialisés en fabrication d'engrenages et d'organes de transmission. Le bâtiment cesse d'avoir une vocation industrielle en 1989.

### Sous Paul Mistral
Au sein du quartier de la Bajatière se situe le polygone du génie militaire, une zone militaire inutilisée de dix hectares qui n'est pas constructible et empêche l'expansion de Grenoble. Paul Mistral, élu maire de Grenoble en 1919, demande le déclassement définitif du terrain, mais en l'absence de réponse du gouvernement, il finit par le faire démolir sans autorisation officielle. L'autorisation arrive finalement en 1931.

#### Exposition internationale de la houille blanche et du tourisme
Dès son discours d'investiture le 11 décembre 1919, le nouveau maire Paul Mistral annonce vouloir accélérer l'urbanisation du sud de la ville en ôtant la restriction des remparts. Paul Mistral obtient que Grenoble soit le lieu de l'Exposition internationale de la houille blanche et du tourisme de 1925 et décide de l'organiser sur le terrain déclassé. En 1924, cinq mois de travaux de démolition puis de terrassement ont lieu pour une inauguration le 21 mai 1925. L'exposition accueille 1 050 000 visiteurs. Mistral fait démolir 825 mètres de remparts pour étendre la ville. La route d'Eybens, aujourd'hui avenue Jean-Perrot, est redressée et élargie. Une tour d'orientation est érigée par les frères Auguste et Gustave Perret. D'abord appelée tour de l'Exposition, elle devient la tour Perret par la suite. Il s'agit de la première tour en béton armé construite en Europe et elle est l'unique bâtiment conservé après l'exposition.
Après la démolition de la plupart des bâtiments de l'exposition, le terrain est transformé en parc urbain, d'abord appelé parc de L'Exposition puis parc Paul-Mistral en 1932, à la mort de ce dernier.

#### Plan Jaussely
À la fin du XIXe siècle, le quartier passe de 200  à   1 000 habitants, généralement des personnes aisées voulant s'offrir une maison à la campagne près du centre-ville. En 1910 commence une crise du logement causée par le manque de logements décents à bas prix. Le combat pour la salubrité est mené par le pharmacien Léon Martin.

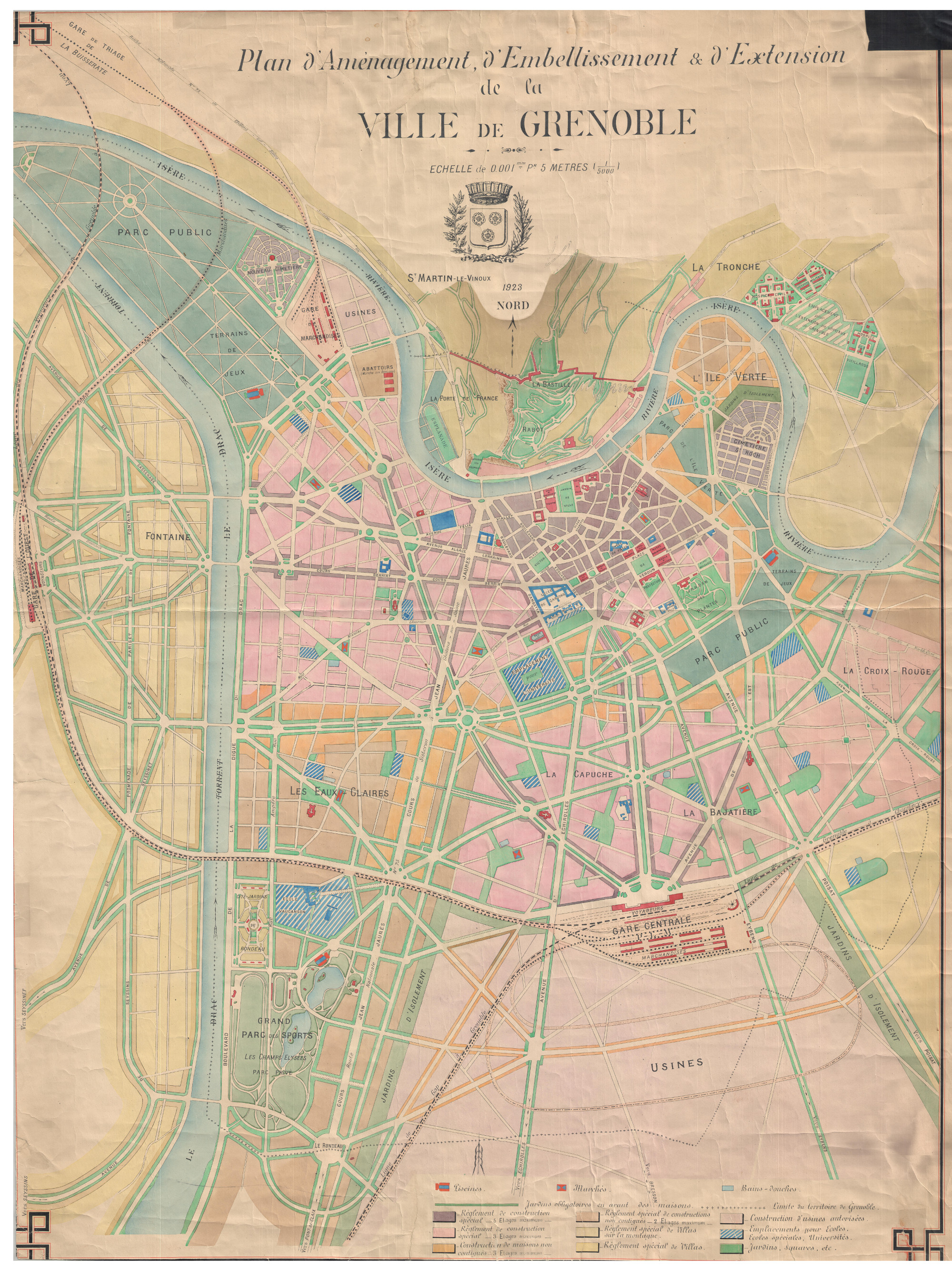
Carte de Grenoble incluant les améliorations du plan Jaussely, y compris la grande gare et la zone industrielle de la Bajatière.

En septembre 1921, Paul Mistral signe une convention avec Léon Jaussely sur un plan d'ensemble d'embellissement de la ville et d'amélioration du sort des classes laborieuses, imposé par la loi Cornudet de mars 1919 pour les villes de plus de 10 000 habitants,. Le projet est approuvé dans sa forme finale le 24 avril 1925, sur la base d'une population de Grenoble qui devrait atteindre 150 000 habitants en 1955.
Le point principal du plan Jaussely est l'ouverture d'une grande gare centrale à la Bajatière, qui aiderait à une poussée urbaine dirigée vers le sud et ferait du quartier le centre d'un réseau de grandes avenues quadrillant toute la ville. Ce qu'il reste de l'enceinte Haxo doit être remplacé par un « boulevard des fortifications » et la Bajatière doit voir naître une grande zone industrielle autour de la gare. Les commerçants de la gare centrale de Grenoble et la compagnie des chemins de fer de Paris à Lyon et à la Méditerranée s'opposent à ce plan, finalement abandonné.
Le plan inclut aussi l'absorption de la rue Marcel-Peretto par une nouvelle avenue. Ce plan se réalise avec l'avenue Marcelin-Berthelot à l'approche des Jeux olympiques de 1968.

#### Habitations à bon marché

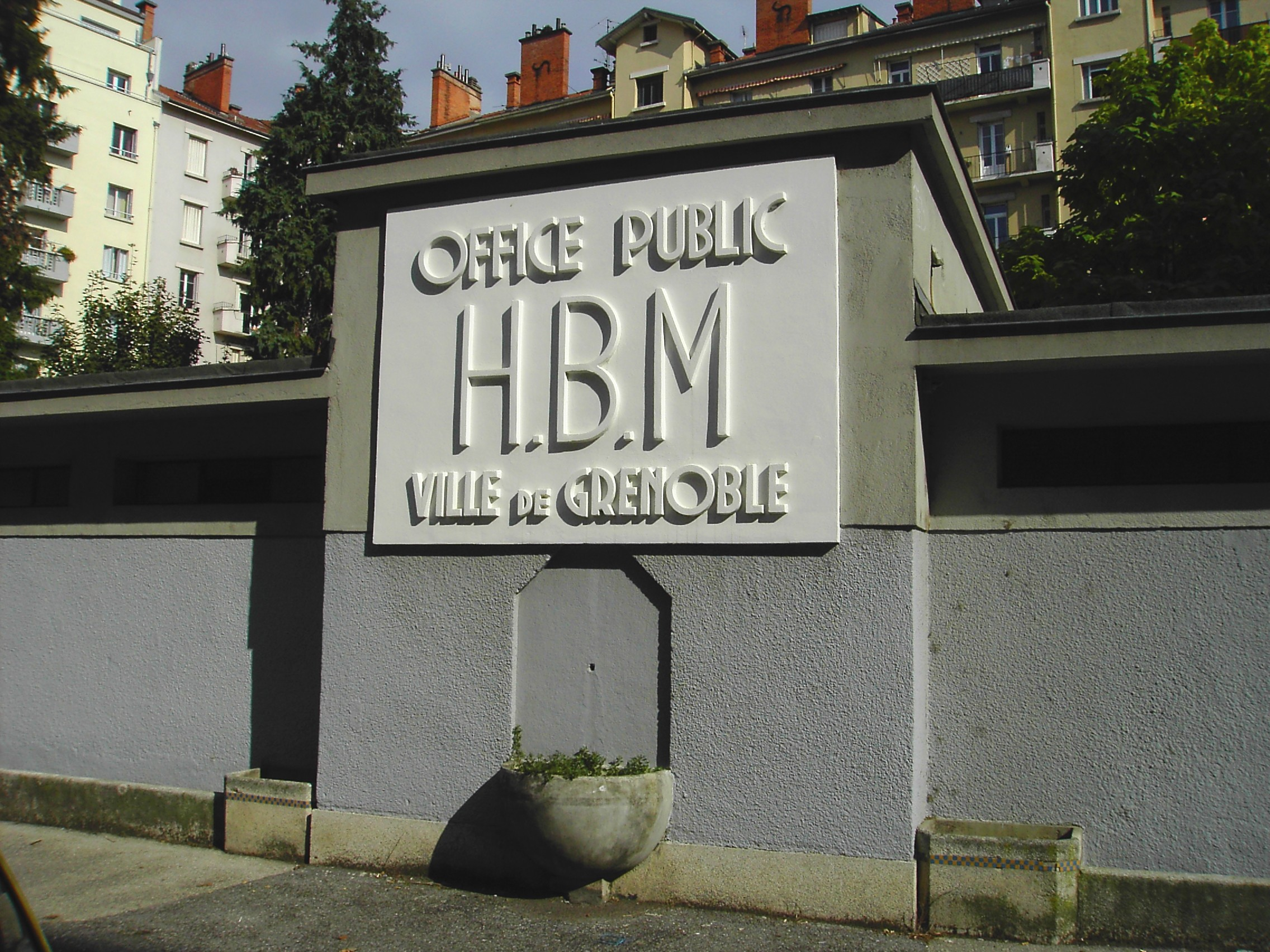
Plaque Habitation Bon Marché, rue Pierre-Loti.

En 1920, Paul Mistral applique une série de lois de 1906 et crée un office public d'habitations à bon marché. Le projet rencontre des difficultés financières ; pour ne pas augmenter les loyers, Mistral emprunte de l'argent et réduit certaines prestations, rendant les premiers appartements très spartiates. Il encourage ensuite la création d'habitations à bon marché (HBM) améliorées, puis se montent des sociétés anonymes d'HBM. Le premier projet présenté en décembre 1921 est la création d'une cité-jardin où se situe l'actuelle cité Paul-Mistral, alors loin de la ville. Sept réalisations totalisent un peu moins d'un millier de logements entre 1922 et 1939. Leur permis de construire a été délivré le 13 novembre 1930 le long du boulevard de L'Exposition (devenu boulevard Clemenceau).
La zone nord du quartier est très influencée par les constructions de la municipalité de Léon Martin à partir de 1932 appelées habitations bon marché. Les logements mitoyens des rues Pierre-Loti et Jules-Ferry sont érigés en 1932, fournissant aux ouvriers 104 logements au confort égal à celui des immeubles bourgeois.
En 1935, l'abbé Cayère, métrologue et hydraulicien de formation, ouvre les premiers ateliers de l'école libre d'apprentissage de Grenoble (ELAG), une école de production privée et gratuite financée par le diocèse, des donateurs, et le syndicat dauphinois d'apprentissage de l'industrie métallurgique et de l'industrie connexe.

### Seconde Guerre mondiale
Le 5 mars 1941 le maire de Grenoble, Paul Cocat propose d'attribuer le nom de rue de la Bajatière à l'ancien chemin Perrin, provoquant la satisfaction des riverains d'un chemin voisin, le plus vieux du quartier, puisqu'ils obtiennent que leur voirie dénommée chemin Vieux depuis 1810 prenne la dénomination de chemin Vieux-dit-Perrin. C'est en 1946, à la demande des riverains trouvant l'appellation d'origine pénalisante que le maire affuble le mot Vieux du nom d'un ancien propriétaire du quartier au XIXe siècle, Antoine-Auguste Perrin.
Pendant la Seconde Guerre mondiale, le quartier Exposition-Bajatière, très végétalisé et pavillonnaire, permet aux résistants d'y évoluer en échappant à la surveillance. Le 12 juin 1944, la milice française et la police allemande cernent le carrefour des rues Bajatière et Maurice-Barrès, entrent dans le clos Jourdan et y abattent Jean Dosch et René X, deux Francs-tireurs et partisans, et Alfred Boujard, un mutilé de la première guerre mondiale, tous trois hébergés par une femme, madame Jourdan, qui est déportée à Ravensbrück où elle meurt du typhus six mois plus tard,. D'autres résistants du quartier incluent Jean-Marie Bethoux, Jacques Laurent, Gervasoni et Végel, déportés, ainsi que Jean Perrot abattu dans son usine et Marcel Peretto mort au maquis.
Durant la seconde guerre mondiale, sous l'occupation allemande et dans un contexte local de grande tension, les organisations de résistance appellent la population à un rassemblement le jeudi 11 novembre 1943 devant le monument aux morts de la porte de France, à l'occasion du 25e anniversaire de l'Armistice de 1918. Mais le jour venu à 11 heures, le pont de la Porte-de-France permettant d'accéder au monument est fermé par la police française et une foule de 2 000 manifestants décide de se rendre au monument des Diables bleus du parc Paul-Mistral,. Arrivés sur place, un millier de grenoblois ne peuvent s'échapper et se font encercler par les soldats allemands et la gestapo qui surgissent. Poussée vers un espace de barbelés sur la place Pasteur, la foule est triée pour ne détenir que les hommes en bonne santé, avenue Général-Champon. Le 13 novembre, 398 manifestants sont envoyés en déportation et seulement 120 reviennent vivants.
Aussi, pour se souvenir de cette tragédie, une rue du quartier adjacent de la Capuche est baptisée en 1970 « rue des Déportés-du-11-novembre-1943 » et en 1950, un monument est érigé par le sculpteur Émile Gilioli à proximité du monument des Diables bleus. Le monument représente une femme accablée, appuyant sa tête sur son bras formant ainsi une petite ouverture, tel le hublot d'un cachot, symbole de privation de liberté et de la souffrance des déportés.
À la fin de la seconde guerre mondiale, la zone sud est un ensemble de lotissements d'habitations et d'industries, desservis par des chemins ruraux transformés avec plus ou moins de succès en rues.

### Jeux olympiques d'hiver de 1968

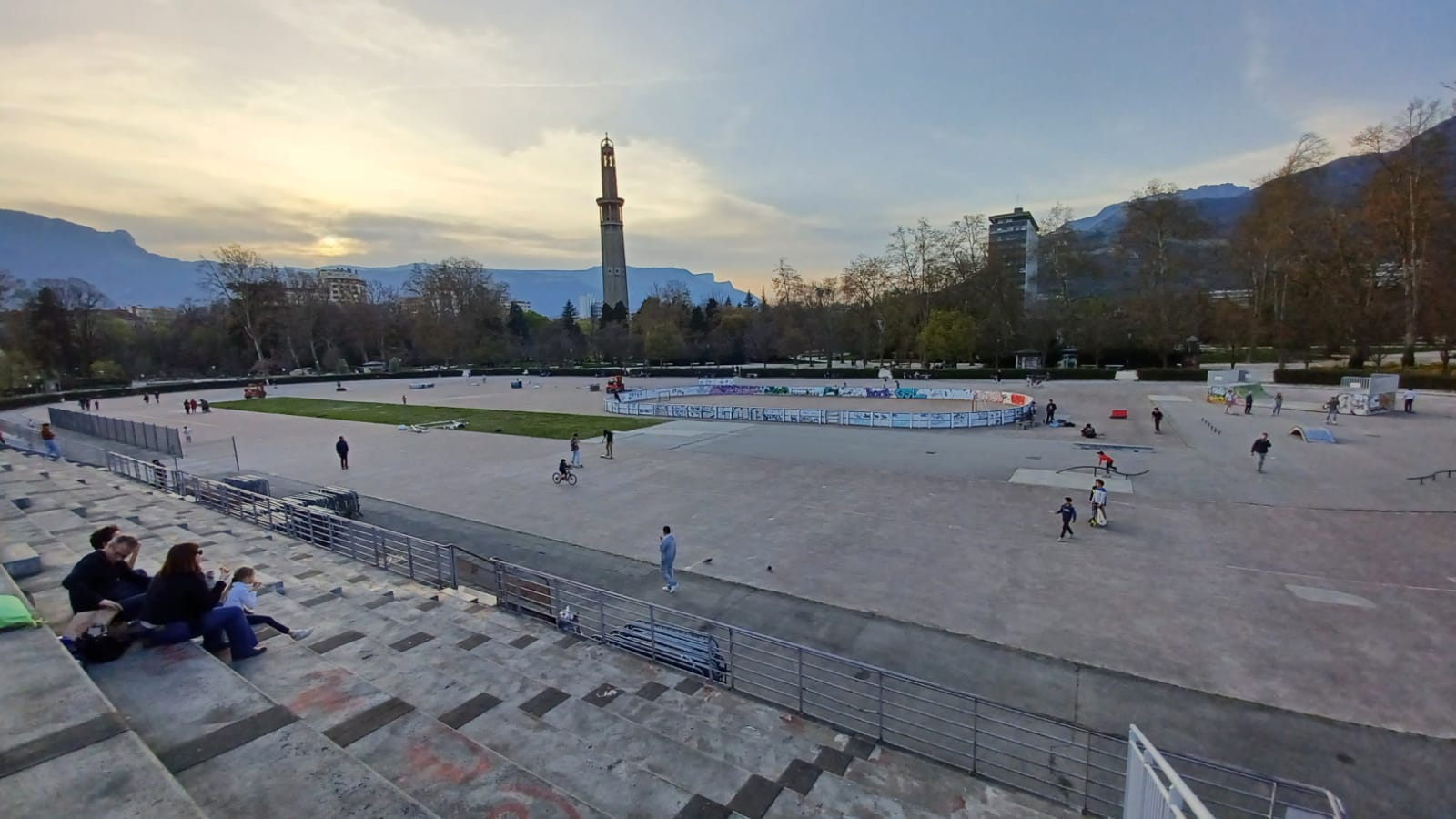
L'anneau de vitesse de Grenoble en mars 2022.

Le secteur Exposition-Bajatière bénéficie d'une partie des structures construites pour les Jeux olympiques d'hiver de 1968. Les Jeux permettent d'appliquer une partie du plan Jaussely de 1925, notamment l'aménagement des grands boulevards et du boulevard Jean-Pain ainsi que le prolongement de l'avenue Marcelin-Berthelot. Ils s'accompagnent de plusieurs propositions du plan de l'architecte-urbaniste Henri Bernard choisi par le ministre Jacques Maziol en 1962 pour préparer l'aménagement du groupement de communes. Les aménagements sont cependant moins ambitieux que prévu, les Jeux olympiques ayant été obtenus sans accord ni soutien du gouvernement français, ce qui rend l'obtention de subventions très difficile.
Le parc Paul-Mistral est entièrement reconçu et l'hôtel de ville y est construit. Sont construites également des infrastructures sportives dont l'anneau de vitesse de Grenoble et le palais des Sports Pierre-Mendès-France, qui sert de stade de glace pour les Jeux. Le plan Bernard inclut la fondation de la maison de la culture de Grenoble (MC2), conçue par André Wogenscky, et du conservatoire à rayonnement régional de Grenoble attenant. La plupart de ses propositions sont cependant annulées, aboutissant sur un quartier beaucoup moins dense que les nombreuses barres d'immeubles initialement prévues.
Le square Bajatière est réaménagé pour l'occasion avec l'ajout de chalets préfabriqués. Censés être provisoires, ils sont toujours là en 2007. De nombreux logements sont aussi construits, l'augmentation de la population étant de près de 37% entre 1954 et 1962 dans l'agglomération. Le quartier Malherbe est fondé à l'occasion, abritant entre autres le centre de presse olympique.

### Fin duXXesiècleetXXIesiècle
En 1987, un plan d'occupation des sols (POS) prévoit la construction de 300 logements sur les jardins ouvriers du quartier. Une pétition est mise en place et le projet est retiré.
En 2019, la maison des habitants de Bajatière devient associative en raison d'un plan d'économies de la ville de Grenoble,, qui retire son personnel mais conserve la propriété des locaux, qu'elle fournit gratuitement à l'association. Le lieu est rebaptisé La Baja.

## Politique et administration

### Hôtel de ville

Hôtel de ville de Grenoble et tour Perret à sa gauche.

L'hôtel de ville est conçu par Maurice Novarina est se situe en bordure du parc Paul-Mistral. Il est l'un des rares aménagements réalisés du plan Bernard. Le premier maire à bénéficier de l'équipement est Hubert Dubedout[réf. nécessaire]. En 2003, l'édifice obtient le label « Patrimoine du XXe siècle », et il est inscrit aux monuments historiques depuis le 23 janvier 2023.

### Élections municipales et communautaires

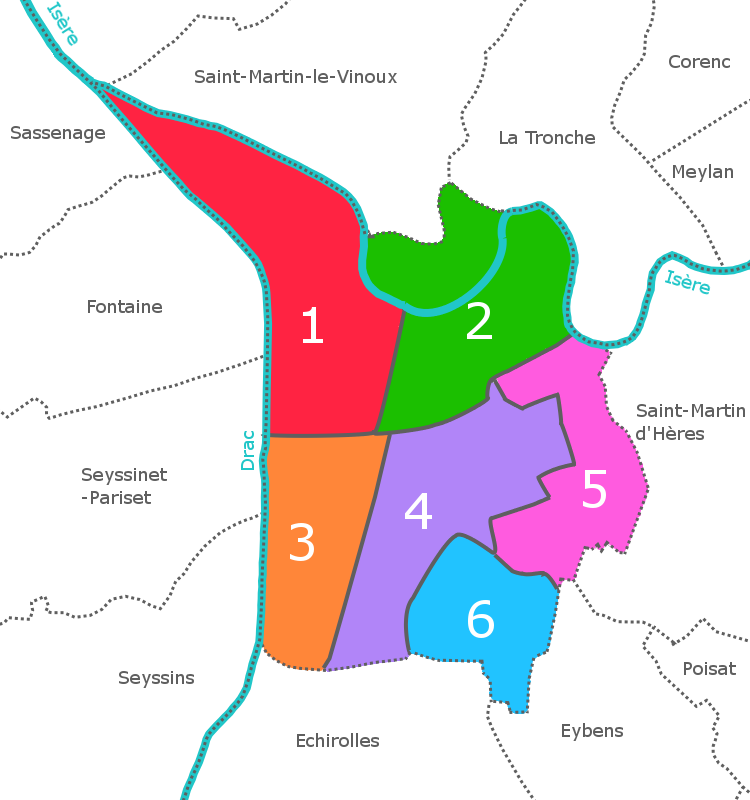
Les secteurs de Grenoble. Exposition-Bajatière est dans le secteur 4.

Exposition-Bajatière est un quartier du quatrième secteur, sur les six que comportent Grenoble. Dans le secteur 4 se trouvent aussi les quartiers Alliés-Alpins, Beauvert, Capuche–Grands-Boulevards et Reyniès[Pas dans la source].

### Instances de démocratie participative
Suivant le dossier, la ville de Grenoble peut attribuer une aide financière à un collectif souhaitant créer un projet de quartier.
L'union des habitants du quartier Exposition-Bajatière est une association loi de 1901 indépendante qui contribue à la vie du quartier et sert d'interlocutrice privilégiée au maire adjoint du secteur et au directeur de territoire. Elle est ouverte à tous et organise des ateliers de concertation sur certains projets d'urbanisme[Pas dans la source]. Un conseil citoyen indépendant représente également le secteur 4 de la ville.

## Équipements et services publics

### Eaux et déchets
Le 24 septembre 2016 sont inaugurés des bacs de compostage au square Bajatière mis en place à l'intiative d'habitants. En mars 2019, selon une première phase dont fait partie le quartier, Grenoble-Alpes Métropole met en place le tri des déchets alimentaires. Ceux-ci sont acheminés au centre de Murianette pour être transformés en compost.

### Espaces publics

#### Parc Paul-Mistral
Les 27 hectares du parc Paul-Mistral englobés dans le nord du quartier Exposition-Bajatière accueillent bon nombre d'équipements collectifs ou de monuments de Grenoble. Ceux-ci comprennent l'hôtel de ville de Grenoble, le stade des Alpes (qui a remplacé l'ancien stade Charles-Berty), le palais des Sports Pierre-Mendès-France, la halle Clémenceau, l'anneau de vitesse, la vasque olympique de 1968, la tour Perret, le monument des Diables bleus et La Bobine. En 1967, quelques sculptures modernes monumentales sont installées définitivement dans le parc à la suite de l'organisation du premier symposium français de sculptures.

#### Parc Soulage

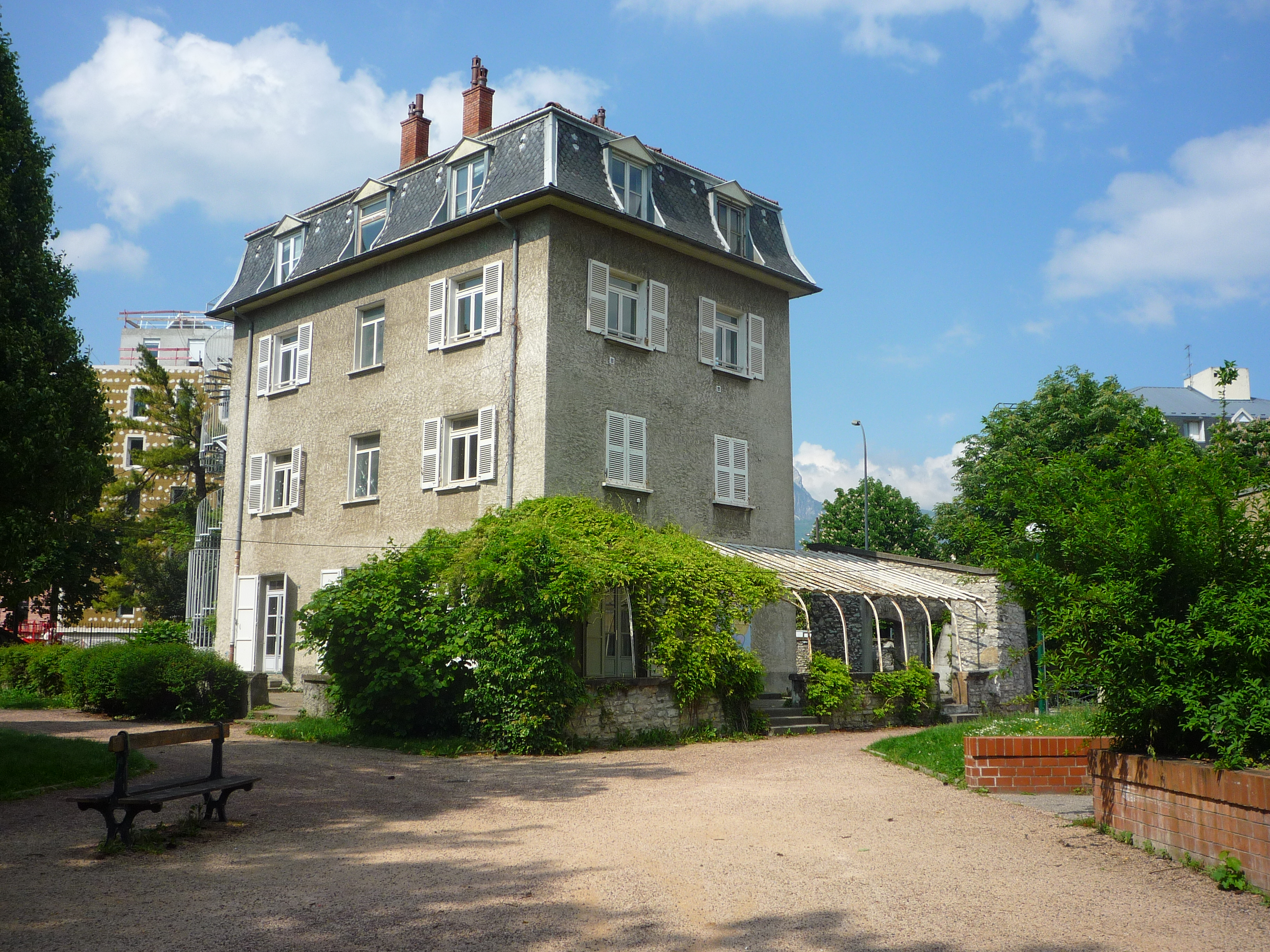
Maison Soulage.

En 1864, la propriété appartient à Balthazar Arduin, un rentier vivant au 2 rue Vaucanson. Il fait construire une maison de maître, alors connue sous le nom de « Maison Arduin ». Sur une surface de 11 000 m2, la maison comporte 14 pièces sur trois niveaux et 30 portes et fenêtres. Le fils Arduin fait agrandir la maison en 1882 et 1884. En 1915, la maison quitte la famille Arduin et est rachetée par Mario et Guido Brian, puis Adrien Bernard Paulin en 1921.
L'industriel Émile Soulage, qui vit au 15 cours Saint-André, rachète la maison, deux petites maisons contiguës, et un parc incluant un entrepôt, une orangerie et une serre cylindrique.
En 1975, la ville de Grenoble rachète la propriété. Elle transforme le lieu en parc public, le parc Soulage, et la maison de l'enfance Bajatière en un accueil de loisirs pour les temps périsoclaires.

#### Square Bajatière
Le square Bajatière donne sur l'école maternelle et primaire du même nom.

### Enseignement
Le quartier Exposition-Bajatière compte six écoles dont quatre publiques : l'école publique maternelle Bajatière, d'abord école pour filles, l'école publique élémentaire Bajatière inaugurée en 1965, l'école publique élémentaire d'application Clemenceau construite en 1959 comme annexe à l'École normale d'institutrices située rue Jean-Bocq, qui permet la formation des jeunes professeurs de l'Institut universitaire de formation des maîtres, et l'école publique maternelle Driant construite la même année. Pour le privé, se trouve l'école privée Saint-François-de-Sales, pour la maternelle et le primaire, et l'externat Notre-Dame construit à l'occasion des Jeux olympiques de 1968[réf. nécessaire] et accueillant une école, un collège et un lycée,. Vers 2010, l'école Saint-François-de-Sales est absorbée par l'externat Notre-Dame.
Le collège Charles-Munch se situe à côté du conservatoire. Le lycée Emmanuel-Mounier ouvre ses portes en 1963 sur l'avenue Marcelin-Berthelot. Le quartier compte aussi l'école libre d'apprentissage de Grenoble (ELAG), et l'école maternelle et primaire privée Kerber spécialisée pour les enfants en difficulté, la branche d'enseignement technologique du lycée Pierre-Termier, un complexe école et collège Montessori, l'établissement technique Pigier et l'école maternelle Gérard-Philippe tout au sud[Pas dans la source].

## Population et société

### Démographie
Le secteur 4 de Grenoble, dont Exposition-Bajatière fait partie, compte 31 630 habitants en 2015, ce qui en fait le second secteur le plus peuplé sur les six qui composent la commune. En 2020, il compte 32 288 habitants, restant deuxième en nombre et en évolution annuelle moyenne du nombre d'habitants de 2014 à 2020. En 1990, 19,6 % des habitants du quartier Exposition-Bajatière ont plus de 60 ans ; en 2015, il se trouve 3 685 personnes de 60  à   74 ans et 3 240 personnes de plus de 75 ans dans le secteur 4. Avec 4 110 ménages, c'est le secteur où vivent le plus de familles. En 2023, c'est le secteur avec le plus de naissances, ainsi que le seul secteur avec une augmentation nette des habitants de 18  à   24 ans et de 25  à   29 ans entre 2014 et 2020[Pas dans la source].

### Sports et loisirs
Au milieu du vingtième siècle, les loisirs se font plutôt au parc Paul-Mistral, qui accueille une patinoire en plein air l'hiver, et à l'amicale du Clos-Jullian, installée dans le café du même nom sur la route d'Eybens.
Le quartier Exposition-Bajatière a une bibliothèque sur le square Bajatière à partir de 1965. Elle ferme en 1970, puis une aile pour enfants ouvre en 1988, fermant à son tour ses portes en 1996. Un relais bibliothèque annoncé le 1er février 1997 ferme l'année suivante. En 2024, il n'y a pas de bibliothèque dans le quartier Exposition-Bajatière (mais une bibliothèque dans le quartier voisin de l'Abbaye, rue de la Bajatière).
Le stade des Alpes est inauguré dans l'est du parc Paul-Mistral en 2008, en remplacement du stade Charles-Berty inauguré en 1936. Le parc Paul-Mistral inclut aussi le stade de glace pour les Jeux olympiques, qui devient ensuite le palais des Sports Pierre-Mendès-France.

### Vie associative
Les associations déclarées entre 1899 et 1934 à la préfecture de Grenoble relèvent généralement de la démocratie chrétienne. On y trouve des jardins ouvriers créés par un avocat et la paroisse en juillet 1899, une association de femmes garde-malades à partir de juillet 1906. Une bibliothèque paroissiale, à laquelle on s'inscrit pour un franc par an, est installée dans une salle de catéchisme le 1er novembre 1908. En juin 1914 se forme L'Écho de la Bajatière, une formation musicale. Le 10 septembre de la même année, un hôpital temporaire est ouvert dans la grande salle paroissiale. Restant en activité jusqu'au 31 décembre 1918, il voit passer 684 soldats pendant la Première Guerre mondiale. Le 8 juin 1919, l'association de gymnastique Le Réveil ouvre, suivi le 15 février 1927 par l'Athlétique club de la Bajatière. Le 16 avril 1930 est déclarée l'Assistance hospitalière, une association de femmes du quartier rendant visite aux malades hospitalisés. Le 26 janvier 1934 naît un Comité pour l'érection à Grenoble d'un monument à la gloire des Diables bleus. Le 28 décembre 1934 nait l'association d'éducation populaire de Saint François de Sales.
À partir de 1935 et jusqu'à la fin de la Seconde Guerre mondiale, les associations déclarées portent plus de revendications sociales et n'ont plus un objet religieux. Le 7 juin 1935 est déclarée l'Association des travailleurs sans Dieu de l'Isère, qui regroupe les personnes opposées au dogmatisme religieux. La même année, le syndicat de défense du quartier du mas de Gordes, installé au Café Jullian, est une association d'habitants du quartier. L'Association des dames de charité de la paroisse, fondée le 2 janvier 1936, est une résurgence de l'Assistance hospitalière déclarée en 1930. Le foyer-salle paroissiale ouvre le 23 février 1936 : cette association vise à fédérer les activités de la salle paroissiale déjà implantées. En 1937 ouvre le Syndicat de défense du quartier de la Bajatière, toujours au Café Jullian, qui proteste contre l'élargissement de la chaussée de l'avenue d'Eybens et la réduction des trottoirs, avec succès. Le club bouliste ouvrier grenoblois, inspiré par le rapport aux loisirs du Front populaire, ouvre le 20 mai 1937. Le 12 février 1940, une association des anciens élèves de l'abbé Cayère, une école réputée fondée en 1935, voit le jour.
De 1944 à 1953, la salle paroissiale devient le lieu d'activités récréatives : on y trouve un cinéma, « Le Foyer », ainsi que des clubs de jazz, de sport, de tourisme et de théâtre. Le paysage associatif se transforme. Tandis que les activités sportives et de loisir continuent, les associations évoluent dans le sens de la solidarité. Le quartier enregistre alors plus de groupes revendicatifs ainsi que de missions de soutien aux personnes handicapées ou porteuses de maladies spécifiques.
Plus tard, les associations deviennent plutôt gérées au niveau municipal. L'espace socio-culturel La Baja héberge des associations de quartier.

### Cultes

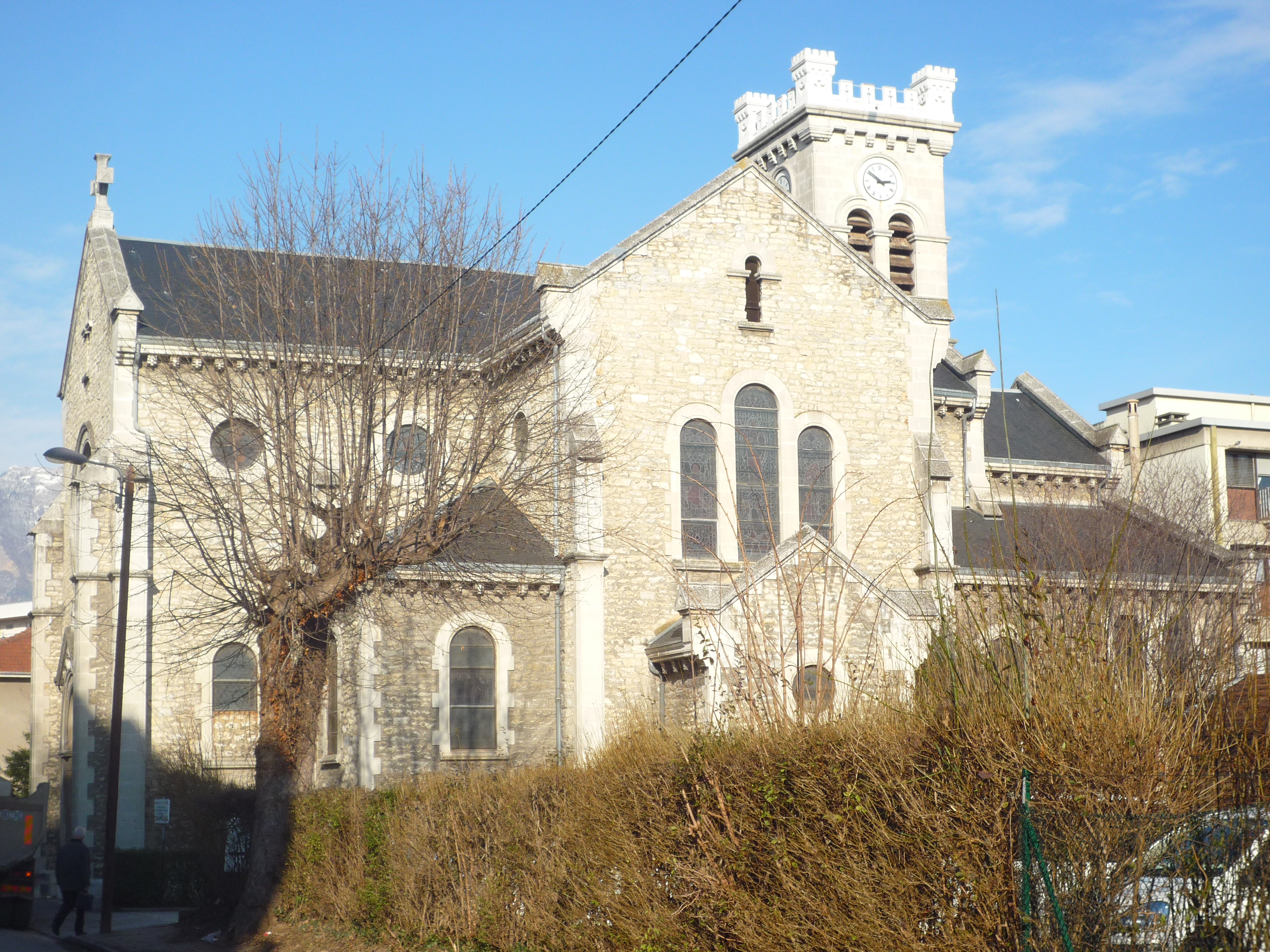
Église Saint-François-de-Sales.

Le préfet de l'Isère reçoit le 18 août 1877 une demande d'ériger une chapelle dans le quartier de la Bajatière. L'évêque de Grenoble, Amand-Joseph Fava, signale qu'il existe dans le quartier une école de filles qui ne vont pas à la messe en raison de l'éloignement de l'église. Une école de garçons est annexée à l'école normale des instituteurs, située dans le même quartier : les élèves assistent à la messe dans la chapelle de l'établissement, trop petite pour les accueillir. Le 14 novembre 1877 est discutée l'érection d'une « chapelle de secours ».
En octobre 1890, cette chapelle est ouverte aux paroissiens. À Noël 1906, une collecte commence pour la construction d'une église, tandis que la paroisse est consacrée le 29 septembre 1912 par l'évêque Louis-Joseph Maurin. La paroisse porte le nom de Saint-François-de-Sales, patron des journalistes, en raison de la dévotion que lui voue le curé fondateur, l'abbé Rey. Un hôtel-Dieu est installé à côté de l'église pour soigner les pensionnaires malades ou âgés. Tenu par les religieuses de Saint-Thomas d'Aix, il ferme le 20 octobre 1920.
Dans les années 2020, l'église fait partie de la paroisse de la Sainte-Famille avec les églises Saint-Jacques et Saint-Paul.

### Médias
En 1993, des jeunes du quartier montent un journal local d'une dizaine de pages, Pourquoi pas ?, soutenu par l'Association des usagers des équipements socioculturels du quartier (AUES). En 2000, le journal est diffusé à 400 exemplaires dont 200 sur abonnement.

## Économie
En 2015, le taux de chômage de la population active est de 12% (pour 11% en 2010), faisant du secteur 4 celui avec le moins de chômage dans la commune. Les inégalités sont cependant importantes dans le secteur : dans la zone Diables bleus, les 10% les plus aisés ont un revenu médian supérieur à la moyenne de la commune. En 2023, le secteur 4 compte 24% de personnes ayant des faibles ressources, pour 27% dans l'ensemble de la ville.
Le quartier compte quelques commerces de proximité,.

## Culture locale et patrimoine

### Lieux et monuments
Construite pour l'exposition de 1925, la tour Perret est inscrite à l'inventaire supplémentaire des monuments historiques en 1975 et obtient le 17 mars 1997 l'accord de la municipalité pour le classement définitif. Le 4 mai 1998, elle est classée monument historique,.
Le 26 janvier 1934 naît un Comité pour l'érection à Grenoble d'un monument à la gloire des Diables bleus. Le monument, conçu par Ardouin et Lemaistre et agrémenté d'une sculpture d'Édouard Fraisse, est érigé en 1936. Ces trois hommes sont d'anciens chasseurs alpins. En 1967, le monument est refait et orné d'un médaillon de bronze du sculpteur Léon-Ernest Drivier réutilisé à cette occasion. En 1950, Émile Gilioli érige le monument des déportés de la Saint-Barthélemy grenobloise aux côtés du monument des Diables bleus en bordure du parc Paul-Mistral.
À l'été 1967, Grenoble organise le premier Symposium français de sculpture. Il est ouvert à une quinzaine d'artistes de plusieurs pays et les sculptures sont conservées dans le quartier, en particulier au parc Paul-Mistral. En bordure du parc, les enfants des écoles élémentaires du quartier Exposition-Bajatière plantent un « arbre de la liberté » pour le bi-centenaire de la Révolution française.
Le 12 octobre 1967 est inauguré le palais des Sports Pierre-Mendès-France destiné aux épreuves sur glace des jeux olympiques. Il a une structure constituée de deux voûtes cylindriques en béton armé se chevauchant à angle droit, autoportantes et complètement indépendantes des façades de l'édifice.
L'hôtel de ville, inauguré le 18 décembre 1967, abrite un grand nombre d'œuvres d'art dont une mosaïque de tesselles de marbre réalisée par Charles Gianferrari et une tapisserie de Raoul Ubac, tissée par la manufacture des Gobelins.
La vasque olympique des Jeux de 1968 est déplacée après la cérémonie d'ouverture à côté de la statue des Diables bleus, le stade servant à l'ouverture n'étant que temporaire,. Elle est rallumée à l'occasion du passage des flammes olympiques des Jeux olympiques d'hiver de 1992 et de 2006, ainsi que pour la célébration des 40 ans des Jeux olympiques d'hiver de 1968 en février 2008.

### Personnalités liées au quartier
- Charles Bertier (1860-1924), a son atelier de peinture au 31 route d'Eybens. Élève de Jean Achard, il représente Grenoble et les montagnes qui l'entoure. L'atelier est détruit par un incendie en 1934[b 16].
- Le docteur Émile Hermite (1869-1947), à l'origine de la fermeture des maisons closes de Grenoble, vit au 88 route d'Eybens[b 22].
- Louis Néel (1904-2000), physicien français et prix Nobel de physique, vit au 98 avenue Jean-Perrot[h 25].